# Кошмал Ганна Сергіївна
Анна Сергіївна Кошмал (нар. 22 жовтня 1994, м. Київ, Україна) — українська акторка театру та кіно.
Номінантка премії «Телетріумф» за роль у серіалі «Свати» (2012, 2013), «Телезірка» за роль у серіалі «Сашка» (2015).

## Життєпис
Народилася 22 жовтня 1994 року в Києві, у сім'ї педагога та військового.
З 6 років займалася танцями. Спочатку стала балериною, пізніше зайнялася бальними танцями, потім заглибилася в спортивний жанр. Із часом захопилася співом, відвідувала музичну школу. 2010-го вступила до Київського естрадно-циркового училища.
На знімальний майданчик потрапила випадково — була помічена режисером серіалу «Свати», який запросив її на роль старшої онуки Жені[джерело?]. Паралельно знімається в інших проєктах («Танець метелика», «Слуга народу», «Балерина», «Дочки-мачухи», «Перехрестя», «Хороший хлопець» «Село на мільйон»).
У 2022 році засудила вторгнення Росії в Україну.

### Особисте життя
Взимку 2017 року вийшла заміж. 26 червня 2018 народила сина Михайла.  11 березня 2025 — доньку Софію.

## Фільмографія
| Рік       |   | Українська назва       | Оригінальна назва                      | Роль                                              |
| --------- | - | ---------------------- | -------------------------------------- | ------------------------------------------------- |
| 2011—2021 | с | Свати                  | Сваты                                  | Женя Ковальова                                    |
| 2013—2014 | с | Сашка                  | Сашка                                  | Саша Коваленко                                    |
| 2014      | ф | Коли настане світанок  | Когда наступит рассвет                 | Дарина Прадід, дочка Софії                        |
| 2015—2016 | с | Не зарікайся           | Не зарекайся                           | Світлана Матвієнко, дочка Людмили                 |
| 2015      | с | Слуга народу           | Слуга народа                           | Наталя, племінниця Василя Голобородька            |
| 2015      | с | Країна У               |                                        | епізодична роль (124 серія)                       |
| 2016      | ф | Казка старого мельника | Сказка старого мельника                | Христинка                                         |
| 2016—2017 | с | Хазяйка                |                                        | Катерина                                          |
| 2016      | с | Забудь і згадай        |                                        | Вихованка дитбудинку                              |
| 2016      | с | На лінії життя         |                                        | Пацієнтка Іра (29 і 30 серія)                     |
| 2016      | с | Село на мільйон        |                                        | Катерина Кібець                                   |
| 2016      | ф | Експрес-відрядження    |                                        | Ірина, сестра Каті                                |
| 2016      | ф | Лист Надії             |                                        | Марія/Тетяна                                      |
| 2016      | ф | Перехрестя             |                                        | Майя, дочка Вербова                               |
| 2017      | с | Хороший хлопець        | Хороший парень                         | Даша                                              |
| 2017      | с | Слуга народу           | Слуга народа 2: От любви до импичмента | Наталя, племінниця Василя Голобородька (24 серія) |
| 2017      | с | Танець метелика        | Танец мотылька                         | Леся                                              |
| 2017      | с | Село на мільйон 2      |                                        | Катерина Кібець                                   |
| 2017      | с | Балерина               | Балерина                               | Ліза                                              |
| 2017      | с | Специ                  | Спецы                                  | Ліза (13, 14 серії)                               |
| 2018      | с | Дочки-мачехи           | Дочки-мачехи                           | Ірина                                             |
| 2018      | с | Чужі рідні             | Чужые родные                           | Юля                                               |
| 2018      | с | Всупереч долі          |                                        | Ліза                                              |
| 2018      | с | Благими намерениями    |                                        | Даша                                              |
| 2018      | с | Смак щастя             | Вкус счастья                           | Лера                                              |
| 2019      | с | Слуга народа 3 Вибір   |                                        | Наталя, племінниця Василя Голобородька            |
| 2019      | с | Замок на піску         | Замок на песке                         | Люся в молодості                                  |
| 2019      | с | Тайсон                 |                                        | Надя                                              |
| 2019      | с | Будиночок на щастя 2   |                                        | Дана                                              |
| 2019      | с | Таємниця Марії         |                                        | Марія в молодості                                 |
| 2019      | с | Великі Вуйки           |                                        | Аня                                               |
| 2020      | с | Тіньзірки              |                                        | Настя                                             |
| 2020      | с | Кошик для щастя        |                                        | Ліка                                              |
| 2021      | с | Папік 2                |                                        | Марго                                             |
| 2021      | с | Добра душа             |                                        | Люба                                              |
| 2021      | с | Юрчишини 2             |                                        | Юля                                               |
| 2021      | с | Будиночок на щастя 3   |                                        | Дана                                              |
| 2023      | с | Скажені сусіди         |                                        | Лєна                                              |
| 2023      | с | Встигнути до 30        |                                        | Саша                                              |

## Дубляж та озвучання
| Год  | Фильм                            | Роль    |
| ---- | -------------------------------- | ------- |
| 2022 | Крізь моє вікно                  | Даніела |
| 2022 | Досконале поєднання              |         |
| 2023 | Крізь моє вікно: Розділені морем | Даніела |

## Ролі у театрі
Театральна агенція «Те-Арт»
| Год  | Проєкт                        | Режисер           | Роль     |
| ---- | ----------------------------- | ----------------- | -------- |
| 2019 | Дівич-вечір                   | Тихон Тихомиров   | Елізабет |
| 2019 | Только любовь, ничего лишнего | Тихон Тихомиров   | Флоранс  |
| 2020 | Віданні дружини               | Тетяна Губрій     | Ксенія   |
| 2021 | Сильні слабкі жінки           | Тетяна Губрій     |          |
| 2021 | Третий лишний                 | Влада Белозоренко |          |
| 2023 | СЕРЦЕЇДКИ                     | Олег Мельничук    |          |

## Нагороди та номінації
| Нагороди та номінації | Нагороди та номінації | Нагороди та номінації                                              | Нагороди та номінації | Нагороди та номінації |
| Рік                   | Нагорода              | Категорія                                                          | Фільм                 | Результат             |
| --------------------- | --------------------- | ------------------------------------------------------------------ | --------------------- | --------------------- |
| 2012                  | Телетріумф            | Акторка телевізійнного фільму/серіалу (виконавиця жіночої ролі)    | «Свати 5»             | Номінація             |
| 2013                  | Телетріумф            | Акторка телевізійнного фільму/серіалу (виконавиця жіночої ролі)    | «Свати 6»             | Номінація             |
| 2014                  | Телезірка             | Актори, які вас здивували                                          | «Сашка»               | Номінація             |
| 2018                  | Viva! Найкрасивіші    | Найкрасивіша жінка України за версією українського журналу "Viva!" |                       | Номінація             |